# چوی ده هون
چوی ده هون (کره‌ای: 최대훈؛ زادهٔ ۱۶ نوامبر ۱۹۸۰) بازیگر اهل کره جنوبی است. او از دپارتمان تئاتر دانشگاه چونگ آنگ فارغ‌التحصیل شد و حرفه بازیگری خود را با ایفای نقش در فیلم کوتاه In The Jungle (Javan Mackerel) آغاز کرد. چوی در مجموعه‌های تلویزیونی همچون ماسک عروس، بزرگ، ملکه اداره، شش اژدهای پرنده، پدرم عجیبه، وکیل بی‌قانون، جراحان قلب و اعتراف ایفای نقش کرده است. او بیشتر به خاطر ایفای نقش در فراتر از شیطان شناخته می‌شود که به خاطر آن نامزد جایزه بهترین بازیگر مکمل مرد شد.

## فیلم‌شناسی
گزیده فیلم‌شناسی
- ماسک عروس (۲۰۱۲) در نقش لی هه سوک
- بزرگ (۲۰۱۳)
- ملکه اداره (۲۰۱۳) در نقش جون سوک
- پادشاه هتل (۲۰۱۴) در نقش سونگ وون (جوانی)
- شش اژدهای پرنده (۲۰۱۵) در نقش جو مال سِنگ
- مادر (۲۰۱۸) در نقش
- وکیل بی‌قانون (۲۰۱۸) در نقش سوک گوان[۱]
- جراحان قلب (۲۰۱۸) در نقش دونگ دونگ جون[۲]
- اعتراف (۲۰۱۹) در نقش هوانگ کیو شیک[۳]
- گل نوکدو (۲۰۱۹) در نقش مین یونگ هی[۴]
- لحظه‌ای در هجده سالگی (۲۰۱۹) در نقش سون جه یونگ[۵]
- بار مرموز سانگاب (۲۰۲۰) در نقش جانگ بوک سو[۶]
- از برامس خوشت میاد؟ (۲۰۲۰) در نقش پارک سونگ جه[۷]
- فراتر از شیطان (۲۰۲۱) در نقش پارک جونگ جه[۸]
- پسران راکتی (۲۰۲۱) در نقش گزارشگر کیم[۹]
- مالیخولیا (۲۰۲۱) در نقش ریو سونگ جه[۱۰]
- نفوذی (۲۰۲۲) در نقش نو سونگ هوان[۱۱]
- وکیل وو خارق‌العاده (۲۰۲۲) در نقش جانگ سونگ جون[۱۲][۱۳]
- وکیل یک دلاری (۲۰۲۲) در نقش سو مین هیوک[۱۴]
- تشویق آخر (۲۰۲۲) در نقش پارک سه گیو[۱۵]
- پادشاه مسحور (۲۰۲۴) در نقش یی سون[۱۶]